# 石墨文档
石墨文档是中華人民共和國一款云端文档及表格編輯软件，支持多人同时在同一文档及表格上编辑和讨论。該產品定位為中国版的Google Docs，創始人是双胞胎兄弟吴冰与吴洁。石墨文档在北京、上海、武汉、广东有员工。

## 產品歷史
石墨文档成立于2014年5月，當時從美國回国的吴冰与吴洁组建了一支十人的团队並在武汉光谷租用了一个办公室。产品于2015年6月正式上线。2016年8月，石墨文档上线企业版，並与钉钉合作，成为钉钉推荐应用中的云文档类应用。2018年10月推出微信小程序。2021年，石墨文档推出石墨办公。石墨办公包含轻型在线文档、传统文档、表格、幻灯片以及思维导图套件。

## 融資歷史
2018年，石墨文档宣佈完成一次近亿元的B轮融资，由今日头条领投，光谷人才基金跟投。今日头条已成为石墨文档第一大股东。2020年年初，石墨文档完成B+轮数千万美元融资。

## 外部連結
- 官方网站